# 新謝利茨科耶區

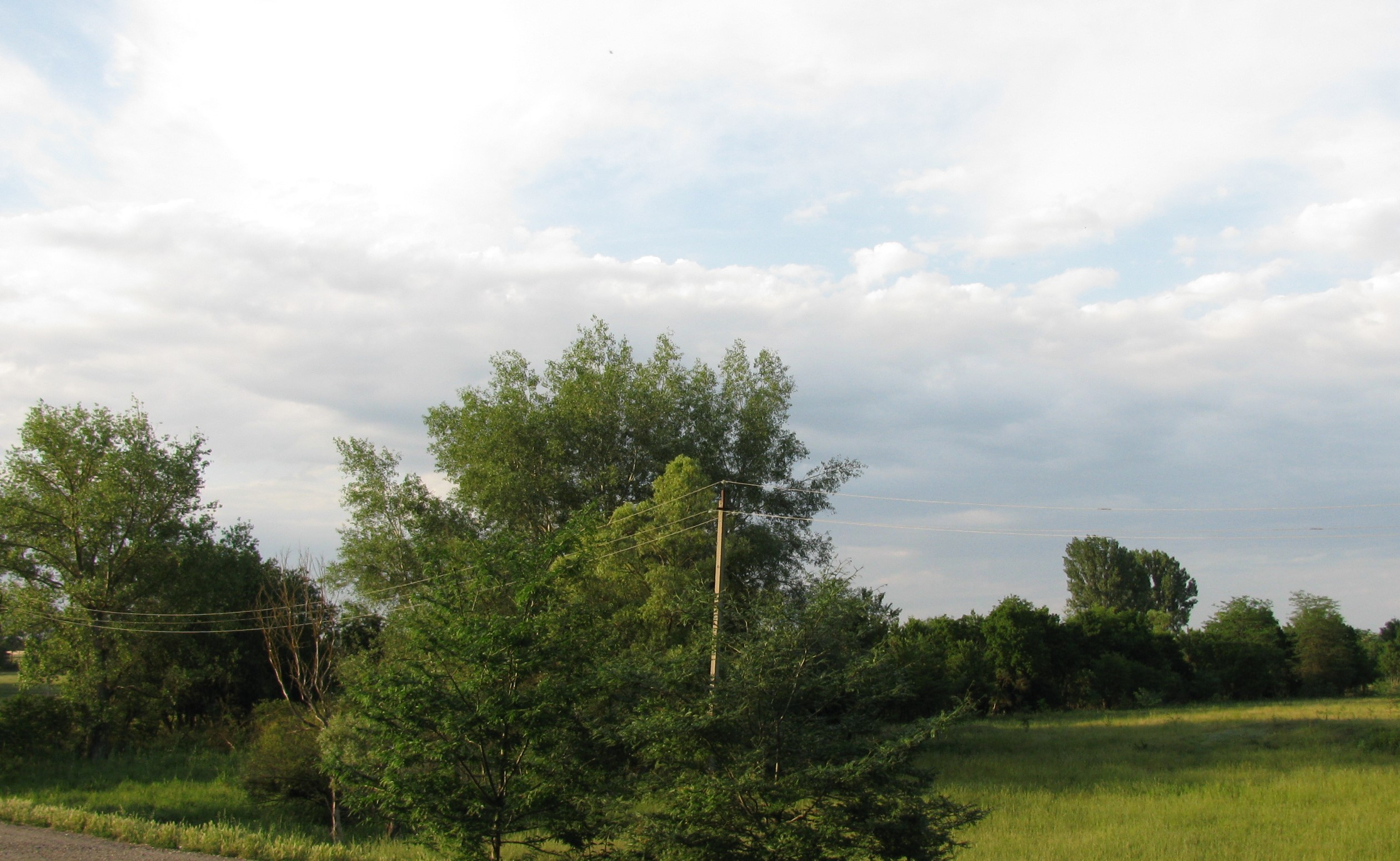

44°45′N 43°26′E / 44.750°N 43.433°E
新謝利茨科耶區（俄语：Новоселицкий район），是俄羅斯的一個區，位於該國西南部，由斯塔夫羅波爾邊疆區負責管轄，面積1,724平方公里，2010年人口26,697，人口密度每平方公里15.49人。